# 张序九
张序九（1920年—2017年），曾用名张应选，化名李白民，重庆长寿人，中国经济法学家，商标法专家。西南政法大学教授。

## 生平
1920年生。重庆长寿人。第二次国共内战期间，他积极从事抗议美军、反对蒋介石的学生运动。1948年7月加入中国共产党。曾经被国民党逮捕。1949年毕业于重庆大学。1953年调入西南政法学院任教，历任民法教研究室、经济法教研室副主任、主任，曾主讲民法、经济法、司法会计等课程。兼任重庆市人民政府常年法律顾问、中国经济法学会理事等职。1985年9月获颁四川省“劳动模范”称号。1988年离休。
因病医治无效，于2017年10月2日上午8时18分在重庆去世，享年97岁。

## 出版物
主编有《中华人民共和国民法讲义》、《经济法教程》、《经济法概论》、《商标法教程》等。代表性论文有《中外合资经营企业法的本质和作用》（合写）、《论无效经济合同》、《经济法律关系》等。